# フランシスコ・エルナンデス・デ・コルドバ (ニカラグアの創設者)

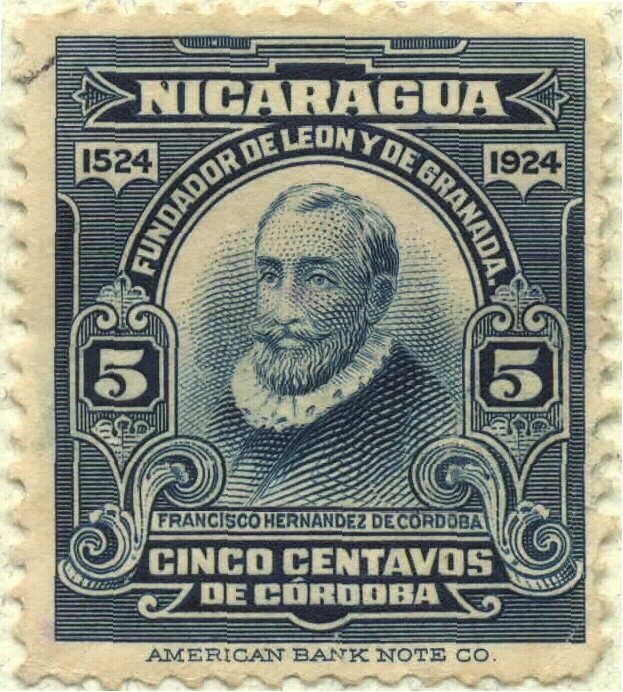
フランシスコ・エルナンデス・デ・コルドバ
Nicaraguan Postage, 1924

フランシスコ・エルナンデス・デ・コルドバ（Francisco Hernández de Córdoba, 1475年? – 1526年）は、スペインのコンキスタドール。一般にニカラグアの創設者として、そして2つの主要なニカラグアの都市のグラナダとレオンを建設した人物として知られる。また、ニカラグアの通貨コルドバの名前の由来となっている。
エルナンデス・デ・コルドバは、ペドロ・アリアス・デ・アビラ (Pedro Arias de Ávila) の部下だった。エルナン・コルテスは、クリストバル・デ・オリードの反乱に対処するためにエルナンデス・デ・コルドバを支援した。しかし、エルナンデス・デ・コルドバはアリアス・デ・アビラに暴動扇動者、反逆者と見なされ、最終的には捕らえられて斬首された。
2000年、ニカラグアのレオン・ビエホでエルナンデス・デ・コルドバの遺体が発見された。